# Suore della Regina degli Apostoli per le vocazioni
Le Suore della Regina degli Apostoli per le vocazioni, dette apostoline (sigla A.P.), sono un istituto religioso femminile di diritto diocesano.
Sono uno dei gruppi che compongono la Famiglia Paolina. 

## Storia

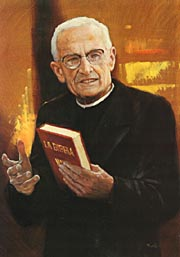
Giacomo Alberione, fondatore della congregazione

La congregazione fu fondata nel 1957 a Castel Gandolfo da don Giacomo Alberione: le prime aspiranti furono rivestite dell'abito religioso nel 1958 e l'8 settembre 1959 si ebbe la prima emissione dei voti.
La prima superiora generale del'istituto, nominata dal fondatore, fu Rosa De Luca che, in occasione della professione, assunse il nome religioso di suor Tecla.
La congregazione ottenne il riconoscimento di istituto religioso di diritto diocesano dal vescovo di Albano il 26 novembre 1993.

## Attività e diffusione
Le religiose apostoline hanno uno specifico fine vocazionario: organizzano ritiri, esercizi di orientamento, campi scuola, giornate di preghiera rivolte ai giovani e conferenze e tavole rotonde per genitori e sacerdoti. Collaborano con il Centro Nazionale Vocazioni italiano e, dal 1960, pubblicano la rivista vocazionale Se vuoi...; organizzano mostre sulle vocazioni a livello nazionale, diocesano e parrocchiale.
Sono presenti in Italia (Castel Gandolfo, Velletri, Roma, Pisa), Brasile (São Paulo, Carmópolis) e Polonia (Skierniewice). La sede della casa generalizia è a Castel Gandolfo.
Nel 2023 la congregazione contava circa 50 religiose.